# 52e cérémonie des Annie Awards
 (février 2025).
La mise en forme du texte ne suit pas les recommandations de Wikipédia : il faut le « wikifier ».
Les points d'amélioration suivants sont les cas les plus fréquents :
- Les titres sont pré-formatés par le logiciel. Ils ne sont ni en capitales, ni en gras.
- Le texte ne doit pas être écrit en capitales (les noms de famille non plus), ni en gras, ni en italique, ni en « petit »…
- Le gras n'est utilisé que pour surligner le titre de l'article dans l'introduction, une seule fois.
- L'italique est rarement utilisé : mots en langue étrangère, titres d'œuvres, noms de bateaux, etc.
- Les citations ne sont pas en italique mais en corps de texte normal. Elles sont entourées par des guillemets français : « et ».
- Les listes à puces sont à éviter, des paragraphes rédigés étant largement préférés. Les tableaux sont à réserver à la présentation de données structurées (résultats, etc.).
- Les appels de note de bas de page (petits chiffres en exposant, introduits par l'outil «  Source ») sont à placer entre la fin de phrase et le point final[comme ça].
- Les liens internes (vers d'autres articles de Wikipédia) sont à choisir avec parcimonie. Créez des liens vers des articles approfondissant le sujet. Les termes génériques sans rapport avec le sujet sont à éviter, ainsi que les répétitions de liens vers un même terme.
- Les liens externes sont à placer uniquement dans une section « Liens externes », à la fin de l'article. Ces liens sont à choisir avec parcimonie suivant les règles définies. Si un lien sert de source à l'article, son insertion dans le texte est à faire par les notes de bas de page.
- La présentation des références doit suivre les conventions bibliographiques. Il est recommandé d'utiliser les modèles {{Ouvrage}}, {{Chapitre}}, {{Article}}, {{Lien web}} et/ou {{Bibliographie}}. Le mode d'édition visuel peut mettre en forme automatiquement les références.
- Insérer une infobox (cadre d'informations à droite) n'est pas obligatoire pour parachever la mise en page.

Pour une aide détaillée, merci de consulter Aide:Wikification.
Si vous pensez que ces points ont été résolus, vous pouvez retirer ce bandeau et améliorer la mise en forme d'un autre article.
La 52e cérémonie des Annie Awards, organisée par l'Association internationale du film d'animation, s'est déroulée le 8 février 2025 au Royce Hall (en) de l'Université de Californie à Los Angeles pour récompenser les films d'animation sortis en 2024.

## Palmarès
Toutes les informations proviennent du site officiel des Annie Awards.

### Meilleur film
- Le Robot sauvage (The Wild Robot) - DreamWorks Animation
  - Vice-versa 2 (Inside Out 2) - Pixar Animation Studios
  - Kung Fu Panda 4 - DreamWorks Animation
  - Ce Noël-là (That Christmas) - Locksmith Animation, Netflix
  - Ultraman: Rising - Netflix, Tsuburaya Productions
  - Wallace et Gromit : La Palme de la vengeance (Wallace & Gromit: Vengeance Most Fowl) - Aardman, Netflix

### Meilleur film indépendant
- Flow (Straume) - Sacrebleu Productions, Take Five, Dream Well Studio
  - Linda veut du poulet ! - Dolce Vita Films, Miyu Productions, Palosanto Films, France 3 Cinéma, GKIDS
  - Le Royaume de Kensuke (Kensuke's Kingdom) - Lupus Films
  - Look Back - Studio Durian, GKIDS
  - Mars Express - Everybody on Deck, Je Suis Bien Content, GKIDS
  - Mémoires d'un escargot (Memoir of a Snail) - Snails Pace Films, Arenamedia

### Meilleur programme spécial
- La Nuit d'Orion (Orion and the Dark) - DreamWorks Animation
  - A Bear Named Wojtek - The Illumated Film Company, Filmograf
  - Mog's Christmas - Lupus Films
  - Tabby McTat - Magic Light Pictures
  - Beurk ! - Ikki Films, Iliade et Films

### Meilleur court-métrage
- Wander to Wonder - Circe Films, Kaap Holland Film, Les Productions de Milou, Beast Animation, Blink Industries, Pictanovo
  - Beautiful Men - Animal Tank, Miyu Productions, Ka-Ching Cartoons
  - À l'ombre du cyprès (In the Shadow of the Cypress) - Barfak Animation Studio
  - Ruthless Blade - IDEOMOTOR Culture Media
  - The Swineherd (Svinedrengen) - Fleng Entertainment, Tumblehead Productions

### Meilleure production sponsorisée
- Fuzzy Feelings - Passion Pictures, Hungry Man
  - feelslikeimfallinginlove - Blinkink
  - Moonlit Bamboo Forest - Passion Paris Production, HoYoFair
  - Natlan Impressions Trailer - "Blaze to Natlan" - BUCK
  - Welcome to the City of Love - Nexus Studios

### Meilleure série ou production télévisée pour le public pré-scolaire
- The Tiny Chef Show : "Tiny Chef's Spooky Stump Spectacular" - Imagine Entertainment, Tiny Chef Productions, Nickelodeon Productions
  - Disney Jr.'s Ariel : "Crystal Cavern Caper" - Wild Canary, Disney Branded Television
  - Gabby et la Maison magique (Gabby's Dollhouse) : "Le mauvais jour de Pandy" ("Pandy's Bad Day") - DreamWorks Animation
  - Jessica et son petit monde (Jessica's Big Little World) : "Le pique-nique de Jessica" ("Jessica's Picnic") - Cartoon Network Studios
  - Les Wonder Choux dans la grande ville (Wonder Pets: In The City) : "Sauvons Tate ?" ("Save Tate?") - Nickelodeon Production, Apple

### Meilleure série ou production télévisée pour les enfants
- Moon Girl et Devil le Dinosaure (Moon Girl and Devil Dinosaur) : "Niveau moléculaire" ("The Molecular Level") - Flying Bark Productions, Disney Television Animation, Disney Branded Television, Cinema Gypsy Productions
  - Gremlins: The Wild Batch : "Never Use Double Negatives" - Warner Bros. Animation
  - Jurassic World : La Théorie du Chaos (Jurassic World: Chaos Theory) : "Avis de tempête" ("Batten Down the Hatches") - DreamWorks Animation
  - Une famille envahissante (Primos) : "Summer of Tater Luna" - Disney Television Animation, Disney Branded Television
  - WondLa : "Les Ruines" ("Ruins") - Skydance Animation, Apple

### Meilleure série ou production télévisée pour les adultes
- Bob's Burgers : "They Slug Horses, Don’t They?" - 20th Television Animation, FOX Entertainment
  - Solar Opposites : "L'Appareil de tous les possibles" ("The What If?! Device") - 20th Television Animation
  - South Park : "La Fin de l'obésité" ("The End of Obesity") - MTV Entertainment Studios
  - The Great North : "L'aventure de la tante extravagante" ("Aunt Misbehavin' Adventure") - 20th Television Animation, FOX Entertainment Studios
  - Le Deuxième Meilleur Hôpital de la Galaxie : "Le pays du climax et de la petite mort" ("The Land of Sex and Death") - Amazon MGM Studios, Titmouse Studios

### Meilleure série limitée
- Rêves Productions (Dream Productions) : "La nuit porte conseil" ("A Night to Remember") - Pixar Animation Studios
  - Iwájú : "Tola" - Walt Disney Animation Studios
  - LEGO Star Wars : reconstruire la galaxie (LEGO Star Wars: Rebuild the Galaxy) : "Partie 3" ("Part Three") - Lucasfilm Ltd.
  - Le labo de Moon Girl (Moon Girl's Lab) : "Moon Girl doit sauver la Lune" ("Moon Girl Saves the Moon") - Disney Television Animation, Disney Branded Television
  - My Adventures with Superman : "Transperce les Cieux, Superman !" ("Pierce the Heavens, Superman!")  - Warner Bros. Animation

### Meilleur film étudiant
- Adiós - José Prats, Bernardo Angeletti, National Film and Television School
  - El Ombligo de la Luna - Sara António, Julia Grupińska, Bokang Koatja, Tian Westraad, Ezequiel Garibay, Gobelins
  - Pear Garden - Shadab Shayegan, Filmakademie Baden-Württemberg GmbH, Animationsinstitut
  - Polliwog - Julia Skala, Max Pollmann, Filmakademie Baden-Württemberg GmbH, Animationsinstitut
  - Turmspringer - Oscar Bittner, Andra Berila, Filmakademie Baden-Württemberg GmbH, Animationsinstitut

### Meilleurs effets spéciaux d'animation dans une série ou production télévisée
- Guillaume Degroote, Aurélien Ressencourt, Adam Bachiri, Guillaume Zaouche, Jérôme Dupré pour Arcane : "La terre sous tes ongles" ("The Dirt Under Your Nails")
  - Gary Bruins, Jongwon Pak, Arturo Aguilar, Alan Browning, Alen Lai pour Rêves Productions (Dream Productions) : "La nuit porte conseil" ("A Night to Remember")
  - Josh Schwartz, Joe Coleman, Michael Huang, Guilherme Casagrandi, Raul Rodrigues pour Secret Level : "Warhammer 40,000 : Ils ne connaîtront pas la peur " ("Warhammer 40,000: And They Shall Know No Fear")
  - Arthur Loiseau, Tom O'Bready, Esteban Genre, Alexandre Lerouge, Guillaume Grelier pour Secret Level : "Donjons & Dragons : Le Berceau de la reine" ("Dungeons & Dragons: The Queen's Cradle")
  - Kamil Murzyn, Rafał Rumiński, Jarosław Armata, Michał Śledź, Michał Firek pour Secret Level : "Crossfire : Les Bons et les Méchants" ("Crossfire: Good Conflict")

### Meilleurs effets spéciaux d'animation dans un long-métrage
- Derek Cheung, Michael Losure, David Chow, Nyoung Kim, Steve Avoujageli pour Le Robot sauvage (The Wild Robot)
  - Zachary Glynn, Alex Timchenko, Kiem Ching Ong, Yorie Kaela Kumalasari, Jinguang Huang pour Kung Fu Panda 4
  - Santiago Robles, Marc Bryant, Deborah Carlson, Jake Rice, Ian J. Coony pour Vaiana 2 (Moana 2)
  - Goncalo Cabaca, Vishal Patel, Zheng Yong Oh, Nicholas Yoon Joo Kuang, Pei-Zhi Huang Huang pour Ultraman: Rising
  - Howard Jones, Rich Spence, Deborah Jane Price, Jon Biggins, Kirstie Deane pour Wallace et Gromit : La Palme de la vengeance (Wallace & Gromit: Vengeance Most Fowl)

### Meilleure animation des personnages dans une série ou production télévisée
- Tom Gouill pour Arcane
  - Travis Hathaway pour Rêves Productions (Dream Productions)
  - Jeff Riley pour In the Know
  - Raymond  Dunster pour Star Trek: Lower Decks
  - Colin Lepper pour Patrick Super Star (The Patrick Star Show)

### Meilleure animation des personnages dans un long-métrage
- Fabio Lignini pour Le Robot sauvage (The Wild Robot)
  - Aviv Mano pour Vice-versa 2 (Inside Out 2)
  - Patrick Giusiano pour Kung Fu Panda 4
  - Brian Scott pour Vaiana 2 (Moana 2)
  - Carmen Bromfield Mason pour Wallace et Gromit : La Palme de la vengeance (Wallace & Gromit: Vengeance Most Fowl)

### Meilleure animation des personnages dans un long-métrage en prises de vues réelles
- Christian Kickenweitz, Aidan Martin, Allison Orr, Radiya Alam, Howard Sly pour La Planète des singes : Le Nouveau Royaume (Kingdom of the Planet of the Apes)
  - Shaun Freeman, Luisma Lavin Peredo, Carlos Lin, Seoungseok Charlie Kim, Kaori Miyazawa pour Better Man
  - Kyle Dunlevy, Philipp Winterstein, Gil Daniel, Michael Elder, Julien Bagory pour Gladiator 2
  - Ludovic Chailloleau, Jonathan Paquin, Craig Penn, Florian Fernandez, Marco Barbati pour Godzilla x Kong : Le Nouvel Empire (Godzilla x Kong: The New Empire)
  - Jason Snyman, Manjoe Chan, Chloe McLean, Cedric Enriquez Canlas, Vincent Lee pour House of the Dragon

### Meilleure animation des personnages dans un jeu vidéo
- Nomada Studio pour Neva
  - Chris Burns, Bob Fox pour #BLUD
  - Sanzaru Games pour Asgard's Wrath 2
  - Maximum Entertainment pour Diesel Legacy
  - Ninja Theory pour Senua's Saga: Hellblade II

### Meilleure conception des personnages dans une série ou production télévisée
- Jose Lopez pour Moon Girl et Devil le Dinosaure (Marvel's Moon Girl and Devil Dinosaur) : "Niveau moléculaire" ("The Molecular Level")
  - Grant Alexander pour Rêves Productions (Dream Productions) : "La nuit porte conseil" ("A Night to Remember")
  - Kal Athannassov pour Jentry Chau, une ado contre les démons (Jentry Chau vs. the Underworld) : "Le pire de tous les anniversaires" ("Pilot")
  - Rustam Hasanov pour Tales of the Teenage Mutant Ninja Turtles : "Bishop passe à l'action" ("Bishop Makes Her Move!")
  - Amelia Vidal pour X-Men '97 : "La libération des mutants commence" ("Mutant Liberation Begins")

### Meilleure conception des personnages dans un long-métrage
- Genevieve Tsai pour Le Robot sauvage (The Wild Robot)
  - Deanna Marsigliese pour Vice-versa 2 (Inside Out 2)
  - Nathan Jurevicius pour Scarygirl
  - Guillermo Ramírez pour Ellian et le Sortilège (Spellbound)
  - Uwe Heidschötter pour Ce Noël-là (That Christmas)

### Meilleure réalisation dans une série ou production télévisée
- Arnaud Delord, Pascal Charrue, Bart Maunoury pour Arcane : "La terre sous tes ongles" ("The Dirt Under Your Nails")
  - Anna O'Brian pour Les Green à Big City, le film : Vacances dans l'espace (Big City Greens the Movie: Spacecation)
  - Bernard Derriman pour Bob's Burgers : "They Slug Horses, Don’t They?"
  - Jac Hamman, Sarah Scrimgeour pour Tabby McTat
  - Alan Wan, Colin Heck pour Tales of the Teenage Mutant Ninja Turtles : "La perle" ("The Pearl")

### Meilleure réalisation dans un long-métrage
- Chris Sanders pour Le Robot sauvage (The Wild Robot)
  - Chiara Malta, Sébastien Laudenbach pour Linda veut du poulet !
  - Gints Zilbalodis pour Flow (Straume)
  - Simon Otto pour Ce Noël-là (That Christmas)
  - Nick Park, Merlin Crossingham pour Wallace et Gromit : La Palme de la vengeance (Wallace & Gromit: Vengeance Most Fowl)

### Meilleure musique dans une série ou production télévisée
- Ryan Jillian Santiago, Alexander Seaver, Simon Wilcox pour Arcane : "La terre sous tes ongles" ("The Dirt Under Your Nails")
  - Joachim Horsley pour Les Green à Big City, le film : Vacances dans l'espace (Big City Greens the Movie: Spacecation)
  - Sam Haft, Andrew Underberg pour Hazbin Hotel : "Mascarade" ("Masquerade")
  - Brian H. Kim pour Jentry Chau, une ado contre les démons (Jentry Chau vs. the Underworld) : "Nuit blanche au lycée" ("Lock-In")
  - Joy Ngiaw pour WondLa : "Captive"

### Meilleure musique dans un long-métrage
- Kris Bowers pour Le Robot sauvage (The Wild Robot)
  - Stuart Hancock pour Le Royaume de Kensuke (Kensuke's Kingdom)
  - Pharrell Williams, Michael Andrews pour Piece by Piece
  - John Powell, Ed Sheeran, Johnny McDaid pour Ce Noël-là (That Christmas)
  - Lorne Balfe, Julian Nott pour Wallace et Gromit : La Palme de la vengeance  (Wallace & Gromit: Vengeance Most Fowl)

### Meilleur décors dans une série ou production télévisée
- Arnaud-Loris Baudry, Julien Georgel, Faustine Dumontier, Charlotte O'Neill pour Arcane : "La terre sous tes ongles" ("The Dirt Under Your Nails")
  - Bert Berry, Josh Holtsclaw pour Rêves Productions (Dream Productions) : "Une équipe de rêve" ("The Dream Team")
  - Timothy Lamb, Christine Bian pour La Nuit d'Orion (Orion and the Dark)
  - Fran Bravo, Rosa Ballester Cabo pour Drôles de dimanches (Silly Sundays) : "Des fils dans la soupe" ("Stringy Soup")
  - Andy Harkness pour WondLa : "Bargain"

### Meilleur décors dans un long-métrage
- Raymond Zibach, Ritchie Sacilioc pour Le Robot sauvage (The Wild Robot)
  - Jason Deamer, Josh West, Keiko Murayama, Bill Zahn, Laura Meyer pour Vice-versa 2 (Inside Out 2)
  - Justin Hutchinson-Chatburn, Mike Redman pour Ce Noël-là (That Christmas)
  - L'équipe de décor pour Ultraman: Rising
  - Matt Perry, Darren Dubicki, Richard Edmunds, Matt Sanders, Gavin Lines pour Wallace et Gromit : La Palme de la vengeance (Wallace & Gromit: Vengeance Most Fowl)

### Meilleur storyboard dans une série ou production télévisée
- Joséphine Meis pour Arcane : "Tuer est un cycle" ("Killing Is a Cycle")
  - Gladyfaith Abcede, Miki Brewster, Kaela Lash, Sheldon Vella pour Invincible Fight Girl : "The Way Of The World"
  - Aevery Huens pour Jurassic World : La Théorie du Chaos (Jurassic World: Chaos Theory) : "Ce soir-là" ("That Night")
  - David Lux pour Snoopy présente : Bienvenue à la maison, Franklin (Snoopy Presents: Welcome Home, Franklin)
  - Laura Gille, Sebrina Gao, Kevin Molina-Ortiz, Christopher Luc pour Tales of the Teenage Mutant Ninja Turtles : "La perle" ("The Pearl")

### Meilleur storyboard dans un long-métrage
- Habib Louati pour Moi, moche et méchant 4 (Despicable Me 4)
  - Ryan Green pour Vaiana 2 (Moana 2)
  - Piero Piluso pour S.O.S. Bikini Bottom : Une mission pour Sandy Écureuil (Saving Bikini Bottom: The Sandy Cheeks Movie)
  - Alex Relloso Horna, Carlos Zapater Oliva pour Ellian et le Sortilège (Spellbound)
  - Ashley Boddy, Lorenzo Fresta, Helen Schroeder pour Ce Noël-là (That Christmas)

### Meilleur doublage dans une série ou production télévisée
- Paula Pell pour le rôle de Paula dans Rêves Productions (Dream Productions) : "Janelle au top" ("Out of body")
  - John Roberts pour le rôle de Linda Belcher dans Bob's Burgers : "The Right Tough Stuff"
  - Kristen Schaal pour le rôle de Louise Belcher dans Bob's Burgers : "They Slug Horses, Don’t They?"
  - Jeremy Jordan pour le rôle de Lucifer dans Hazbin Hotel : "Lucifer entre en scène" ("Dad Beat Dad")
  - Ayo Edebiri pour le rôle de April O'Neil dans Tales of the Teenage Mutant Ninja Turtles : "Splinter et April affontent un poisson rouge" ("Splinter and April Fight a Goldfish")

### Meilleur doublage dans un long-métrage
- Lupita Nyong'o pour le rôle de Roz dans Le Robot sauvage (The Wild Robot)
  - Mélinée Leclerc pour le rôle de Linda dans Linda veut du poulet !
  - Maya Hawke pour le rôle d'Anxiété dans Vice-versa 2 (Inside Out 2)
  - Kit Connor pour le rôle de Joli-Bec dans Le Robot sauvage (The Wild Robot)
  - Brian Tyree Henry pour le rôle de D-16 / Megatron dans Transformers : Le Commencement (Transformers One)

### Meilleur scénario dans une série ou production télévisée
- Charlie Kaufman pour La Nuit d'Orion (Orion and the Dark)
  - Harron Atkins, Lorraine DeGraffenreidt, Pearl Low, Richie Pope pour Craig de la crique (Craig of the Creek) : "Dimensions parallèles" ("Whose Dimension Is It Anyway?")
  - Austin Faber, Gabriel Franklin, Shawneé Gibbs, Shawnelle Gibbs, Ashleigh Hairston pour Jessica et son petit monde (Jessica's Big Little World) : "Le pique-nique de Jessica" ("Jessica's Picnic")
  - Jessica Conrad pour Les Simpson : "L'anniversaire de Bart" ("Bart's Birthday")
  - Loïc Espuche pour Beurk !

### Meilleur scénario dans un long-métrage
- Gints Zilbalodis, Matīss Kaža pour Flow (Straume)
  - Meg LeFauve, Dave Holstein pour Vice-versa 2 (Inside Out 2)
  - Frank Cottrell-Boyce pour Le Royaume de Kensuke (Kensuke's Kingdom)
  - Adam Elliot pour Mémoires d'un escargot (Memoir of a Snail)

### Meilleur montage dans une série ou production télévisée
- Nazim Meslem, Gilad Carmel, Roberto Fernandez pour Arcane : "Comme si c'était la première fois" ("Pretend Like It's the First Time")
  - Annie De Brock pour Creature Commandos : "Vive l'homme de fer" ("Cheers to the Tin Man")
  - Ben Choo, Rich Liverance, Eric Hendricks, Anna Adams, Ian Hurley pour Jurassic World : La Théorie du Chaos (Jurassic World: Chaos Theory) : "Avis de tempête" ("Batten Down the Hatches")
  - Sandra Powers, Phil Lomboy, Ryan Burkhard, Neil Wilson III, Gabe Oh pour Moon Girl et Devil le Dinosaure  (Marvel's Moon Girl and Devil Dinosaur) : "Niveau moléculaire" ("The Molecular Level")
  - Caleb Yoder pour Tales of the Teenage Mutant Ninja Turtles : "La perle" ("The Pearl")

### Meilleur montage dans un long-métrage
- Mary Blee, Collin Erker, Orlando Duenas, Lucie Lyon, Brian Parker pour Le Robot sauvage (The Wild Robot)
  - Maurissa Horwitz, David Suther, Fiona Toth, Jonathan Vargo pour Vice-versa 2 (Inside Out 2)
  - Jeremy Milton, Michael Louis Hill pour Vaiana 2 (Moana 2)
  - Bret Marnell, ACE, William Max Steinberg, Nik Siefke, Ryan Sommer, Kaye Speare pour Ultraman: Rising
  - Dan Hembery pour Wallace et Gromit : La Palme de la vengeance (Wallace & Gromit: Vengeance Most Fowl)